# Наатсичо (национальный парк)
Национальная парковая резервация Наатсичо (англ. Nááts'ihch'oh National Park Reserve, фр. Réserve de parc national Nááts'ihch'oh) — национальный парк Канады, расположенный на юго-западе канадских Северо-Западных территорий.

## Физико-географическая характеристика
Национальный парк Наатсичо расположен в горах Маккензи между поселением Сахту (англ. Sahtu Settlement Area) на севере и регионом Дехчо на юге (англ. Dehcho Region). Парк включает в себя часть природного региона гор Маккензи (англ. Mackenzie Mountains natural region). Основной вершиной парка является гора Уилсон, которая на языке северных слейви называется Наатсичо. У её подножия расположены пруды Мус-Пондс (англ. Moose Ponds), в которых берёт своё начало река Саут-Наханни. На юго-востоке парк прилегает к национальному парку Наханни, который занимает 4 765,2 км², является объектом Всемирного наследия ЮНЕСКО и охраняет среднее течение реки Саут-Наханни.
На территории национального парка Наатсичо обитают медведи гризли (Ursus arctos horribilis), тонкорогие бараны (Ovis dalli), снежная коза (Oreamnos americanus) и два стада лесных карибу (Rangifer tarandus caribou).

## Охрана территории
В 1993 году в рамках солгашения с индейцами сахту дене и метисами было определено создание национального парка. В 2008 году 7600 км² предполагаемой территории парка попало под защиту государства до 2012 года. Это было сделано чтобы предотвратить появление новых участков добычи полезных ископаемых на планируемой территории парка во время проведения работ по его созданию. 22 августа 2012 года состоялось официальное открытие национального парка.
Регион использовался местными племенами тысячи лет и имеет важное культурное значение. Парковая резервация предусматривает сохранение прав коренных жителей на собирательство на территории парка. Соглашение связывает правительство Северо-Западных территорий, организации сахту дене и метисов.